# Ruedi Wyss
Rudolf J. Wyss oder Ruedi Wyss (* 24. Mai 1932 in Günsberg, Kanton Solothurn; † 28. September 2007 in Solothurn) war ein Musiker, Komponist und Dirigent aus dem Schweizer Kanton Solothurn.

## Leben
Ab dem 9. Altersjahr nahm Ruedi Wyss Akkordeonunterricht. Seine ersten Gehversuche in der Blasmusik unternahm er in der Musikgesellschaft Günsberg und erlernte dort das Spiel auf dem Flügelhorn. Er bestand die Prüfung zum Militärtrompeter, absolvierte die Trompeter-Rekrutenschule in Aarau und liess sich anschliessend zum Dirigenten ausbilden. 1952–62 war er nebenberuflich als Akkordeonlehrer im Bezirk Bucheggberg tätig.
In seinem 14. Altersjahr begann Wyss eine Lehre als Maschinenzeichner bei der Firma Truninger AG in Solothurn, bei der er bis zu seiner Pensionierung angestellt blieb.
Bei Franz Königshofer an der damaligen Musikakademie Solothurn studierte Ruedi Wyss Dirigieren und Komposition. Als praktischer Dirigent leitete er später verschiedene Musikgesellschaften. Besonders engagierte er sich als Ausbilder, er verfasste diverse Methoden und Lehrgänge zur Ausbildung von Bläsern und Dirigenten, beispielsweise die Rudo-Schule, eine Elementarschule für Blechbläser.
Er wirkte oft als Experte an kantonalen und eidgenössischen Musikfesten und war einer der Initianten des Solothurner Blasmusikpreises.

## Auszeichnungen
- 1985 Anerkennungspreis des Regierungsrats des Kantons Solothurn für seine grossen Verdienste um die Förderung der Weiterbildung im solothurnischen Blasmusikwesen
- 1989 Stephan Jaeggi-Preis
- 2004 Goldener Violinschlüssel

## Werke
Ruedi Wyss hat über hundert Märsche, Polkas, Dixies und Tangos komponiert, die im Rudo-Verlag veröffentlicht werden und auf verschiedenen CDs gespielt. Zu den bekanntesten zählen:
- Bundesrat-Ritschard-Marsch
- Bundesrat-Villiger-Marsch
- Gruss an Falkenstein
- Fera-Walzer
- Stadt Grenchen
- Libero Bazzani Marsch